# Martin Müller (parapente)
Martin Müller
né le 4 juillet 1966, est un parapentiste suisse du canton de Genève.
Il fut notamment trois fois champion Suisse, et participe à la Red Bull X-Alps.
En 2007, il fut le plus rapide à arriver au Mont Gros, mais à cause d'une pénalité, il finira troisième.
Le 1er mai 1999, il établit un nouveau record suisse de distance avec 169 km
Le 2 mai 2008, il établit un nouveau record de distance libre au départ du Mt. Salève avec 228 km http://www.alpsfreeride.com/article/lematinbleu-recordsaleve.pdf

## Succès sportifs importants
- Champion Suisse: 1996 - 1997 - 1998
- 2013 - Red Bull X-Alps 2013 - 8e
- 2011 - Red Bull X-Alps 2011 - 4e
- 2009 - Red Bull X-Alps 2009 -
- 2007 - Red Bull X-Alps 2007 - 3e